# La Guerre des cerveaux
Pour plus de détails, voir Fiche technique et Distribution.
La Guerre des cerveaux (The Power) est un film américain réalisé par Byron Haskin en 1967, sorti en 1968.

## Synopsis
Arthur Nordlund dirige, au sein d'un laboratoire de recherches, une équipe de savants menant des expériences sur la résistance humaine. L'un des professeurs, Henry Hallson, a le sentiment que sa volonté est contrariée par un pouvoir inconnu. Il est bientôt retrouvé assassiné, avec à ses côtés un papier où il a inscrit "Adam Hart", nom d'un ami d'enfance décédé. L'enquête de police est conduite par Mark Corlane qui soupçonne un autre professeur, Jim Tanner. Ce dernier décide, pour se disculper, d'entamer une contre-enquête mais à son tour, il est victime d'une force étrange puis d'une tentative d'assassinat. Et les meurtres inexpliqués d'autres savants, ainsi que du directeur Nordlund, se succèdent... Jusqu'au moment où il découvre que Adam Hart et Arthur Nordlund ne font qu'un.

## Fiche technique
- Titre : La Guerre des cerveaux
- Titre original : The Power
- Réalisation : Byron Haskin
- Scénario : John Gay, d'après le roman The Power (Le Pouvoir) de Frank M. Robinson
- Musique : Miklós Rózsa (également directeur musical) et Piotr Ilitch Tchaïkovski
- Photographie : Ellsworth Fredricks
- Montage : Thomas J. McCarthy
- Direction artistique : George W. Davis et Merrill Pye
- Décors : Henry Grace et Don Greenwood Jr.
- Production : George Pal
- Société de production : George Pal Productions
- Société de distribution : Metro-Goldwyn-Mayer (France/États-Unis)
- Pays :  États-Unis
- Genre : Thriller et science-fiction
- Durée : 108 minutes
- Format : Couleurs (en Panavision et Metrocolor)
- Date de sortie : 
  - États-Unis : 21 février 1968

## Distribution
- George Hamilton (VF : Bernard Woringer) : Jim Tanner
- Suzanne Pleshette (VF : Régine Blaess) : Margery Lansing
- Michael Rennie (VF : Gabriel Cattand) : Arthur Nordlund
- Arthur O'Connell (VF : Maurice Chevit) : Henry Hallson
- Earl Holliman (VF : Marc Cassot) : Talbot 'Scotty' Scott
- Nehemiah Persoff (VF : Yves Brainville) : Carl Melnicker
- Richard Carlson (VF : William Sabatier) : Norman E. Van Zandt
- Gary Merrill (VF : Michel Gudin) : Mark Corlane
- Yvonne De Carlo (VF : Paule Emanuele) : Sally Hallson
- Barbara Nichols : Flora
- Aldo Ray (VF : Jean Clarieux) : Bruce
- Celia Lovsky : Mme Hallson
- Vaughn Taylor (VF : Jean Berton) : Mr Hallson
- Ken Murray : Fred Grover
- Beverly Powers (créditée "Miss Beverly Hills") : Sylvia
- Miiko Taka : Mme Van Zandt
- Lawrence Montaigne (VF : Pierre Garin) : Briggs
- Robert Deman (VF : Jacques Richard) : le jeune homme participant au test sur la résistance humaine